# Antonino Imborgia
Antonino Imborgia (Palermo, 21 agosto 1958) è un dirigente sportivo ed ex calciatore italiano, di ruolo difensore.

## Caratteristiche tecniche
Imborgia era uno stopper forte fisicamente e deciso nei contrasti, abile nel gioco aereo.

## Carriera

### Giocatore
Cresciuto nelle giovanili del Palermo, nel 1977 passa al Matera in Serie C dove disputa quattro campionati ottenendo la promozione in Serie B nel 1979. Con i lucani disputa anche la stagione 1979-1980 nella serie cadetta, senza evitare la retrocessione.
Dopo un'altra stagione al Matera, torna in Serie B per tre stagioni con Lecce, Reggiana e Cagliari. Nel 1984 si trasferisce al Catanzaro, in Serie C1: con i calabresi ottiene la sua seconda promozione in Serie B, giocando come stopper titolare, mentre nella stagione successiva gioca come rincalzo, totalizzando 10 presenze nell'annata conclusa con la retrocessione del club giallorosso.
Conclude la carriera in Serie C2, con la Rondinella Firenze allenata da Lauro Toneatto, dopo aver totalizzato complessivamente 98 presenze e 2 gol nella serie cadetta.

### Dopo il ritiro
Dopo diversi anni di attività come procuratore sportivo (curando gli interessi, tra gli altri, di Gabriel Batistuta, Beppe Signori e molti altri goleador degli anni 90), diventa direttore generale del Como in Serie B nella stagione 2001-2002. Nell'estate del 2003 si trasferisce al Genoa in Serie B, società acquistata dall'ex presidente del Como Enrico Preziosi, pur senza ricoprire incarichi ufficiali, mentre dal 2004 al novembre 2005 è direttore generale della Salernitana.
Nel 2009 acquisisce il KAS Eupen, che porta alla storica promozione nella massima serie belga; mantiene il controllo del club fino al luglio 2011, ricoprendo nel frattempo nuovi incarichi dirigenziali in Italia. Proprio in Belgio riesce a fare la storia del club, fornendo l’esperienza necessaria a un rinnovamento sia societario che infrastrutturale. La costruzione del nuovo stadio, ad esempio, ne fa uno dei gioielli del campionato belga.
Nella stagione 2009-2010 viene nominato direttore sportivo del Piacenza. Il 26 giugno 2010 viene annunciata l'interruzione del suo rapporto lavorativo con il Piacenza.
Il 23 novembre 2010 il Grosseto ufficializza il suo incarico di nuovo direttore sportivo della squadra maremmana, che conserva fino al termine della stagione, quando viene assunto come consulente di mercato dal Parma. Ricopre tale incarico fino al dicembre 2013, quando rassegna le dimissioni.
Sul finire del 2014 viene nominato vicepresidente esecutivo del Varese in Serie B, gestendo poi la società insieme al dg Giuseppe D'Aniello dopo le dimissioni dalla presidenza di Nicola Laurenza. Nel corso del suo mandato è oggetto di numerose contestazioni da parte della tifoseria e della stampa, che lo accusano di aver contribuito ad aggravare le problematiche interne al Varese (che a fine stagione retrocede in Lega Pro). Lascia infine il club biancorosso nell'estate 2015, dichiarando di essere stato ingannato in merito alla situazione debitoria della società (poi fallita di lì a poco) e di esserne venuto a conoscenza solo dopo l'insediamento.
Nel dicembre 2015 viene nominato consulente di area tecnica del Pavia, carica da cui viene poi sollevato nel marzo 2016.
Nel 2019 costituisce a Lugano Sport Agency Futura, società di procure e intermediazioni sportive che ha l'intento di ricercare e rappresentare calciatori talentuosi del panorama internazionale. Nello stesso anno, durante la Conference 403 di Palermo, riceve il premio speciale "Palermo Football Story", per aver onorato la storia sportiva del capoluogo siciliano nel panorama calcistico nazionale e internazionale.

## Palmarès
- Campionato italiano Serie C1: 2

Matera: 1978-1979 (girone B)
Catanzaro: 1984-1985 (girone B)